# ستانلي ديسر
ستانلي ديسر (بالإنجليزية: Stanley Deser)‏ (مواليد 1931) هو فيزيائي أمريكي معروف بمساهماته في النسبية العامة، وحالياً يعمل أستاذاً زائراً في علوم الفيزياء في جامعة برانديز في وولثام بولاية ماساتشوستس وكبير الباحثين في معهد كاليفورنيا للتكنولوجيا.

## حياته
حصل ستانلي ديسرعلي درجة البكالوريوس (بامتياز مع مرتبة الشرف) في عام 1949 في كلية بروكلين في نيويورك، كما حصل علي درجة الماجستير عام 1950 في جامعة هارفارد ، حيث حصل أيضًا على درجة الدكتوراة عام 1953 ، مع مقال بعنوان «التفاعلات الجسدية النسبية»،ومن عام 1953 إلى 1955 كان في معهد الدراسات المتقدمة في برينستون. كما كان في معهد نيلز بور من عام 1955 إلى عام 1957، وكان محاضراً في جامعة هارفارد من عام 1957 وحتي 1958، وكان أستاذاً مدعوًا في جامعة السوربون في الفترة من 1966 إلى 1971 وفي عام 1971 قد شغل منصب أستاذ زائر في كلية أول سولز في أوكسفورد وحتي عام 1977 ، ومحاضر في هارفارد في عام 1975.
كما عمل ستانلي ديسر علي تطوير نظرية النسبية العامة مع ريتشارد آرنييت وتشارلز ميسنر بشكل تقريبي لوصف الزمكان كفضاء يتطور في الزمن، مما يسمح بإعادة صياغة نظرية أينشتاين من حيث الشكلية الأكثر عمومية. وتستخدم في الفيزياء لوصف النظم الديناميكية، وسُميت بالشكلية الهاميلتونية.
في إطار تلك الشكليات، هناك أيضًا طريقة مباشرة لتحديد الكميات العالمية مثل الطاقة أو الكتلة (ما يسمى كتلة / طاقة ) والتي في النسبية العامة ليست بسيطة على الإطلاق. وعمل ستانلي ديسر مع آبوت علي توسيع وتطوير فكرة الطاقة للجاذبية بثابت كوني، كما عمل مع كلاوديو تيتلبيوم وأظهرا أن الجاذبية الفائقة لها طاقة إيجابية.
وجزء آخر من اهتمامات ستانلي ديسير البحثية هي الجاذبية الكمومية المتغيرة، حيث طبق الشكلية الجديدة لنظرية المجال الكمومي المتغير التي طورها جيرارد هوفت ومارتنوس فيلتمان في أوائل السبعينيات.
وأظهر في تعاونه البحثي مع بيتر فان نيوينهويزن، أن حلقة الواحدة غير قابلة للاختلاط طبقًا للنسبية العامة باستخادم الكهرومغناطيسية وباستخدام نظرية يانغ-ميلز، وباستخدام نظرية فراميك ديراك، بالإضافة إلى ثابت كوني. تم التغلب جزئيا على المأزق الواضح الذي كشفت عنه هذه الجهود في عام 1976 وذلك بعد اتباع نهج مستقل بشكل ملحوظ من العمل البحثي لدانييل فريدمان، وسيرجيو فيرارا وبيتر فان نيوينهويزن، عندما أظهر ستانلي ديسر وبرونو زومينو أنه يمكن إضافة حقل دوراني بنسبة 3/2 إلى النسبية العامة لإنتاج نظرية التناسق المحلية المتسقة تسمى الجاذبية الفائقة.
في عام 1994 ، حصل ستانلي ديسر، جنبًا إلى جنب مع آرنوت وتشارلز ميزنر ، على جائزة داني هينمان للفيزياء الرياضية . كما حاز جنبًا إلى جنب مع تشارلز ميزنر علي ميدالية أينشتاين عام 2015. حصل على شهادة الدكتوراه الفخرية من جامعة ستوكهولم (1978) ومعهد تشالمرز للتكنولوجيا (2001)، وهو زميل في كل من الأكاديمية الأمريكية للفنون والعلوم والأكاديمية الوطنية الأمريكية للعلوم وفي عام 2004 ، تم إحياء مؤتمر على شرفه في آن أربور، ميشيغان.
وعُقد مؤتمر على شرف ستانلي ديسر والمتعاونين معه في نوفمبر 2009 في جامعة تكساس إيه اند إم في الذكرى الخمسين لأبحاثهم.

## روابط خارجية
- Deser's homepage at Brandeis